# 渌田镇
渌田镇，是中国湖南省株洲市攸县下属的一个镇，位于攸县最南端，辖有18个行政村和1个居委会，总人口43468人。

## 行政区划
现辖：
八角社区、五丰村、陂垅村、楼塘村、渌田村、新江村、江联村、江口村、大联村、大洲村、群力村、群新村、存养村、福田村和潞浦村。

## 交通
- 吉衡铁路：攸县南站